# Desogestrel
Il desogestrel è un farmaco progestinico (agonista progestinico di terza generazione) usato nei contraccettivi orali combinati, COCs, e nelle pillole con solo progestinico, POPs (mini-pillole). A tutto il 2013, in Italia, sono in commercio diverse pillole anticoncezionali contenenti desogestrel, differenti tra loro per il rapporto quantitativo con l'estrogeno (etinilestradiolo). Tra queste:
- DESANTREL®, SANDOZ, confezioni da 28 compresse contenenti 75 mcg di desogestrel
- Dueva®, Menarini : desogestrel 0,025 - 0,125 mg, etinilestradiolo 0,040 - 0,030 mg (bifasica)
- Gracial ®, MSD Italia : desogestrel 0,025 - 0,125 mg, etiniestradiolo 0,040 - 0,030 mg (bifasica)
- Lucille ®, MSD Italia : desogestrel 0,050 - 0,100 - 0,150 mg, etinilestradiolo 0,035 - 0,030 - 0,030 mg (trifasica)
- Mercilon ®, BBFarma : desogestrel 0,150 mg, etinilestradiolo 0,020 mg (monofasica)
- Novynette ®, Finderm : desogestrel 0,150 mg, etinilestradiolo 0,020 mg (monofasica)
- Planum ®, Menarini : desogestrel 0,150 mg, etinilestradiolo 0,030 mg (monofasica)
- Practil ®, MSD Italia : desogestrel 0,150 mg, etinilestradiolo 0,030 mg (monofasica)
- Securgin ®, Menarini : desogestrel 0,150 mg, etinilestradiolo 0,020 mg (monofasica)

- Cerazette ® o Cerazet ®, POPs (solo progestinico), confezioni da 28 compresse, contenenti 0,075 mg di desogestrel

## Farmacocinetica
Il desogestrel, da solo o in combinazione con l'etinilestradiolo, viene rapidamente assorbito nel tratto gastrointestinale superiore (stomaco, duodeno, intestino tenue) a causa della sua natura lipofila. Una volta nel torrente ematico, si lega tenacemente alle proteine plasmatiche. Ha una lunga emivita, tra le 21 e le 36 ore.

## Farmacodinamica
Tutti i progestinici agiscono inibendo il picco pre-ovulatorio dell'LH, impedendo l'espulsione dell'ovocita e alterando il normale trofismo endometriale. La combinazione con l'estrogeno consente un maggior effetto inibitorio del desorgestrel e impedisce eventuali menorragie.  Differentemente dai progestinici di seconda generazione come il levonorgestrel, ha pochi, se non nulli, effetti androgenizzanti.

## Effetti avversi
Come per tutti i progestinici, l'assunzione di gestodene è correlata con un rischio maggiore di sviluppo di malattia tromboembolica e deve essere assunto riducendo il rischio cardiovascolare complessivo (sospensione del fumo di sigaretta e identificazione dei soggetti con trombofilia genetica od acquisita). In particolare il desogestrel presenta un rischio tromboembolico due volte maggiore rispetto ai progestinici di seconda generazione. .
Altri effetti avversi comuni ad altri progestinici sono: nausea, aumento ponderale, tensione mammaria, cefalea, riacutizzazione degli episodi emicranici, ritenzione idrica, irregolarità mestruali (si regolarizzano dopo i primi cicli e con l'assunzione costante), irritabilità. 
I contraccettivi orali di terza generazione possono essere assunti da pazienti con diabete o disordini del metabolismo lipidico, perché hanno un effetto minimo sulla glicemia e sul profilo lipidico. Rispetto ai contraccettivi orali di seconda generazione, questi farmaci presentano un dosaggio di estrogeno inferiore e ciò comporta una minor probabilità che si verifichino un aumento di peso, dolore al seno e mal di testa.